# Anders Mol
Anders Mol, född 2 juli 1997, är en beachvolleyspelare från Stord, Norge. Han spelar tillsammans med Christian Sørum, med vilken han vann guld vid OS 2020, VM 2022  och vunnit EM 2018-2021.
Anders Mol kommer från en beachvolleyfamilj. Hans föräldrar Kåre Mol och Merita Berntsen spelade bägge på hög nivå. Merita deltog vid OS 1996, medan Kåre spelat 96 landskamper med Norges herrlandslag i volleyboll. Han har fyra syskon; bröderna Hendrik och Markus spelar även de beachvolley på elitnivå.